# Last Forever
Bản mẫu:Thông tin truyền hình episode
"Last Forever" là tập phim cuối cùng của loạt phim hài kịch tình huống truyền hình dài tập của Hoa Kỳ How I Met Your Mother. Tập phim lớn này được chia thành hai tập nhỏ thứ 23 và 24 nằm trong phần chín của bộ phim và là tập thứ 207 và 208 trong tổng thể loạt phim; hai phần của tập phim này được phân chia thành hai tập rõ rệt. Tập phim được công chiếu ngày 31 tháng 3 năm 2014.
"Last Forever" nhận được những phản ứng trái chiều từ những khán giả hâm mộ và các nhà phê bình truyền hình, với một lượng lớn những lời chỉ trích bộc lộ sự thất vọng về chuyện tình cảm của hai nhân vật Ted Mosby và Robin Scherbatsky và số phận của nhân vật Tracy McConnell. Rất nhiều khán giả tỏ ra không đồng tình về sự tiến triển của nhân vật trong tập này, trong khi số khác lại tán dương phần nút thắt kịch tính trong phần cuối của tập phim.

## Nội dung
Phần 1
Trong một phân cảnh hồi tưởng quá khứ vào tháng 9 năm 2005, Ted Mosby (Josh Radnor), Marshall Eriksen (Jason Segel), Lily Aldrin (Alyson Hannigan) và Barney Stinson (Neil Patrick Harris) chào mừng Robin Scherbatsky (Cobie Smulders) vào nhóm. Lily, người có tư tưởng lạc quan về tình bạn của Robin, giao ước hẹn cho Ted và Barney không được lên giường với cô ấy, trừ khi họ cưới cô ấy và Barney rút khỏi ý tưởng đó.
Vào tháng 5 năm 2013, Ted bàn về dự định đến Chicago cùng Marshall và Lily tại lễ cưới của Barney và Robin. Trong lúc đó, Barney nhận ra cô nàng chơi đàn guitar bass chính là nhân vật người Mẹ (Cristin Milioti), người khuyên anh nên theo đuổi Robin. Khi anh nghe được rằng cô vẫn còn độc thân, anh quyết định giới thiệu cô cho Ted, người từ chối ý tưởng đó của anh khi đang phải chuẩn bị rời đi để kịp chuẩn bị cho việc chuyển đi vào ngày mai. Bên ngoài lễ cưới, cả nhóm buồn bã chào tạm biệt Ted và anh đã có cú đập tay sau cùng với Barney, khiến cả hai đều bị đau tay và phải hoãn lại chuyến đi của mình.
Sau đó, Ted đến trạm tàu Farhampton; tuy nhiên, chuyến tàu của anh đến trễ. Anh kể với một bà lão về hai ngày cuối tuần của mình và bà hỏi nhiều câu hỏi về vận mệnh của anh. Sau đó, bà chỉ về phía nơi mà người Mẹ đứng gần đó, nhưng Ted quả quyết mình không thể bắt chuyện với cô ấy vì anh đang chuẩn bị dời đi. Đêm kế tiếp, Marshall và Lily bất ngờ khi tìm được Ted ngồi tại bàn quen thuộc của họ tại quán MacLaren's. Ted trấn an họ khi kể rằng anh gặp một cô gái, điều mà họ chấp thuận sau khi biết được cô chính là tay chơi guitar bass tại đám cưới. Năm 2015, Ted, người giờ đây đã đính hôn, gặp lại Robin và Barney tại quán MacLaren's để cùng nhau bàn bạc về ý tưởng cho lễ cưới. Khi Robin đặt đồ uống cho ba người, Barney thừa nhận cuộc hôn nhân của mình không ổn định vì việc phải đi đây đó để theo đuổi sự nghiệp của Robin. Người Mẹ đến và bảo Ted phải hoãn lễ cưới vì cô có thai.
Vào tháng 5 năm 2016, Ted và người Mẹ chủ trì một buổi gặp gỡ thân tình cùng với tất cả mọi người trong nhóm. Marshall đang khổ sở với công việc mới, khi bị buộc phải quay lại hãng luật trước đây. Barney và Robin tiết lộ trong một lần đi công tác nước ngoài, họ quyết định li hôn sau ba năm chung sống. Không khí trở nên tích cực hơn khi Barney nhận ra Marshall và Lily đang sắp có đứa bé thứ ba, nhưng Lily lo lắng về việc cả nhóm bạn bị tan vỡ. Vậy là, họ cùng nhau hứa sẽ ở bên nhau trong những dịp trọng đại của cả nhóm và vẫn luôn giữ vững tình bạn này. 5 tháng sau, Marshall và Lily quyết định dời khỏi căn hộ cũ của mình và tổ chức một buổi tiệc Halloween thân tình trên tầng thượng tòa nhà. Robin buồn bã khi thấy Ted và người Mẹ trong buổi tiệc, theo đó, Barney cũng trở lại với lối sống lăng nhăng trước đây. Cô quyết định rời đi và thú nhận với Lily rằng cô không thể ở trong nhóm bạn thêm nữa khi cô vẫn còn tình cảm với Ted, điều khiến Lily thẫn thờ.
Phần 2
Vào năm 2018, khi Barney chuẩn bị cho một đêm "huyền thoại" khác tại quán MacLaren's, cho dù Ted và Lily, cả hai giờ đều là bố mẹ, không có ý định muốn ở lại lâu. Marshall sau đó thông báo mình sẽ thay thế một thẩm phán nghỉ hưu tại Queens, điều khiến cả nhóm tổ chức ăn mừng. Sau đó, khi Barney chuẩn bị cưa cẩm một cô gái trẻ khác, Lily tức giận vì anh lại quay về con người tệ hại lúc trước. Barney biện hộ cho hành động của mình bằng khẳng định nếu chuyện giữa anh và Robin không có hiệu quả, không ai có thể có kết quả với anh. Lily chấp nhận chuyện đó và Barney rời đi để tận hưởng đêm của anh.
Năm 2019, Ted, người Mẹ, Marshall và Lily đến xem một trận Robot đấu với Đô Vật. Sau đó, Barney đến một cách chán chường và tiết lộ trong khi thực hiện "Một tháng hoàn hảo" khi sử dụng một quyển Bí kíp mới, người phụ nữ cuối cùng trong kế hoạch có thai với anh. Sau đó, Ted gặp Robin, người bây giờ là một nữ phóng viên truyền hình nổi tiếng, khi đang dắt bé gái Penny của mình thăm thú tòa nhà GNB mà anh đã thiết kế. Sau đó, Marshall, Lily và Ted ngồi đợi đứa con đầu lòng của Barney ra đời. Sau khi nôn trong phòng vệ sinh, Barney đến gặp con gái mình, Ellie. Mặc dù ban đầu anh từ chối gặp, Barney sau đó bật khóc cảm động.
Tại nhà của Ted và người Mẹ, Ted cầu hôn lại cô và nói họ sẽ lấy nhau vào thứ Năm kế tiếp. Trước lễ cưới, cả nhóm cùng Robin gặp lại nhau tại quán MacLaren's và Marshall thông báo mình sẽ ứng cử tại Tối cao Pháp Viện Hoa Kỳ. Lily cũng nâng li chúc mừng cho Ted và cho tất cả những gì anh đã vượt qua; và Ted Tương lai thuật lại rằng mình không ngừng yêu thương người Mẹ dù chỉ một giây, cho dù cô trở bệnh nặng và qua đời vào năm 2024.
Trở lại câu chuyện vào tháng 5 năm 2013, Ted lấy được dũng khí để tự giới thiệu về mình cho cô chơi đàn guitar bass và cô đứng cùng anh dưới cây dù màu vàng. Cô nhớ ra anh là người đến nhầm lớp Kinh Tế trong ngày đầu giảng dạy khi là một giáo sư. Ted nhận ra chiếc dù của cô chính là chiếc dù mà anh đã bỏ quên ở nhà Cindy và chỉ ra mình đã đánh dấu tên viết tắt của mình lên cây dù đó, nhưng cô bảo với anh rằng "T.M." cũng chính là tên viết tắt của cô: Tracy McConnell. Ted tiếp tục cuộc nói chuyện với Tracy khi đoàn tàu đến.
Năm 2030, Ted Tương lai kể xong câu chuyện của mình khi nói rằng, "Và như thế đấy, các con, đó là cách mà bố gặp mẹ các con." Penny và Luck phản bác khi nói đây không phải là điểm mấu chốt của câu chuyện và khẳng định đây là câu chuyện làm thế nào mà anh có tình cảm với "Dì" Robin. Ted phủ nhận chuyện này, nhưng các con của anh vẫn gợi nhớ anh về tình cảm của anh cho Robin bấy lâu nay.
Ở cảnh cuối, Ted đứng trước căn hộ của Robin cùng với cây kèn Pháp màu xanh và họ đã cười với nhau, đồng nghĩa với việc sau cùng họ êm ấm cùng nhau.

## Sản xuất
Trước khi viết tập này, Carter Bays và Craig Thomas quyết định xem những cái kết của những loạt phim hài kịch tình huống khác để lấy cảm hứng. Họ nói mình đã viết mười phút cuối của loạt phim này ngay từ đầu. Vào tháng 2 năm 2014, Bays tweet rằng anh tìm thấy bản nháp thô của tập cuối loạt phim mà anh viết lần đầu tiên vào năm 2006.
Cảnh phim có sự xuất hiện của các con của Ted trong tương lai, (Lyndsy Fonseca và David Henrie), được bí mật quay trước vào năm 2006, khi họ đang sản xuất phần 2 của bộ phim. Việc này phải được làm xong sớm khi các diễn viên tham gia đóng vẫn còn trẻ và khi phát sóng tập cuối này, Fonseca và Henrie đã là người lớn. Cảnh phim này được quay trong một khung cảnh kín cùng với mọi người trong trường quay ngoại trừ Bays, Thomas, trong đó đạo diễn Pamela Fryman và Fonseca và Henrie, những người ký thỏa thuận bảo đảm bảo mật của loạt phim. Fonseca khẳng định mình quên những chi tiết của cảnh phim, trong khi Henrie nói, "Tôi có nhớ. Tôi nghĩ là mình nhớ. Rồi ta sẽ thấy." Josh Radnor cũng được tiết lộ vài phần trong kết thúc ngay từ đầu, thế nhưng ngoài anh, không ai được tiết lộ trước kết thúc của bộ phim. Chính Radnor, chứ không phải Bob Saget diễn vai Ted Tương lai khi anh xuất hiện trên máy quay.
Trước khi trình chiếu tập cuối này, cuộc tranh luận nổi lên trong cộng đồng người hâm mộ khi họ lo lắng rằng sự thật của Ted và người Mẹ, dấy lên trong vài cảnh từ tập "Vesuvius" và nhiều tập trước, có thể sẽ là một kết thúc bi thảm.
Theo các đoạn tweet từ nữ diễn viên Alyson Hannigan, có xấp xỉ 18 phút trong tập phim gốc bị cắt theo thời lượng trình chiếu của phim trên đài truyền hình. Theo đó, có một cảnh Lily phải chung tiền cá cược với Marshall sau khi họ cá cược Ted và Robin liệu có kết thúc êm ấm cùng nhau hay không, cuộc cá cược từng được nhắc đến lần đầu trong tập "No Pressure". Những cảnh bị cắt khác, có bao gồm cảnh Robin khoác chiếc áo jean của Robin Sparkles lên chiếc váy cưới của mình và hát "Let's Go to The Mall" cùng với ban nhạc của người Mẹ tại lễ cưới, và cảnh dựng "một-giây" về đám tang của người Mẹ.
Một cái kết khác được biên tập lại, được miêu tả là "một cái kết hạnh phúc", được xuất hiện trong DVD của phần chín này. Nó không bao gồm những cảnh mới nào, nhưng được biên tập lại theo cái kết hoàn hảo cho Ted, Tracy và Robin.

## Blog của Barney
Barney kể về cú "High Infinity" (tạm dịch: "Cú đập tay vô tận") và đã viết dưới dạng mục cuối trong trang blog của anh.

## Âm nhạc
- "Downtown Train" - Everything but the Girl
- "Heaven" - The Walkmen

## Trong văn hóa đại chúng
- Ngay trước khi thực hiện cú "High Infinity", Barney nói "See you on the other side, Ray" (tạm dịch: Hẹn gặp ngươi ở thế giới bên kia, Ray) và Ted đáp lại bằng câu "Nice working with you, Dr. Venkman" (tạm dịch: Rất vui được làm việc với ngươi, Dr. Venkman). Đây là sự tham khảo từ bộ phim Ghostbusters năm 1984.
- Tựa đề của quyển bí kíp mới của Barney là "The Playbook II: Electric Bang-a-loo", lấy cảm hứng từ bộ phim Breakin' 2: Electric Boogaloo. Một trong những chiêu mới của anh, "The Mannequin" (tạm dịch: Người Ma-nơ-canh), được lấy cảm hứng từ một bộ phim cùng tên.
- Trong những khoảnh khắc cuối cùng của đám bạn tại Farhampton Inn, Ted bắt chước như trong phim "ET" khi chào từ biệt Lily. Anh cũng nhắc Barney về việc mà họ từng liếm chiếc Chuông Tự do.
- Trong bữa tiệc chia tay căn hộ năm 2016, Ted hóa trang thành chiếc bảng hiệu, trong khi Tracy lại mang một chiếc áo của chiến dịch Gore/Lieberman. Cũng trong bữa tiệc, Marshall và Lily lần lượt hóa trang thành Thuyền trưởng Ahab và Moby Dick.
- Khi được hỏi về khả năng cưa đổ các cô gái chỉ bằng nửa tuổi mình, Barney khẳng định anh cần phải đạt đến năm Clooney để thực hiện diều đó
- Marshall và Lily so sánh việc Robin tự tỏ ra mình là một người phụ nữ trầm tĩnh với đám bạn của cô với Sasquatch và Yeti.

## Đánh giá chuyên môn
"Last Forever" nhận được những luồng đánh giá trái chiều từ phía các nhà chuyên môn và người hâm mộ. Nhiều người xem tỏ ra bất mãn với sự lý giải cho câu chuyện của Ted, tình cảm của anh dành cho Robin, và số phận của nhân vật người Mẹ. Thêm nữa, đám cưới kéo dài cả phần phim của Barney và Robin cùng sự li hôn chỉ kéo dài trong 10 phút của họ bị chỉ trích.
Nhiều người hâm mộ gọi điện đến đài CBS để gửi một lá đơn kiến nghị đến cho các nhà sáng lập loạt phim để viết và ghi hình lại tập cuối. Ngày 5 tháng 4 năm 2014, Carter Bays thông báo trên Twitter rằng một cái kết khác, được dựa trên những thước phim đã quay, sẽ được nằm trong DVD của phần chín này.
Bill Kuchman từ Popculturology cho rằng sự thành công của Milioti trong vai người Mẹ khiến việc quên cô đi thật khó khăn, khi nói "Xin cảm ơn biên kịch của bộ phim và Cristin Milioti, HIMYM có trong tay một thành công rất lớn cùng với nhân vật người Mẹ. Nhưng để người hâm mộ phải chấp nhận quên đi tất cả chỉ với một câu về sự trở bệnh của cô và việc cô đã mất thì thật sự là một đòi hỏi khó khăn." Kuchman còn nói thêm "cho đến hết phần cuối này thì, HIMYM khiến chúng tôi quan tâm đến Tracy. Mọi chuyện khiến chúng tôi tin rằng cô và Ted đã có một cái kết êm ấm. Họ xứng đáng được như vậy. Đó là lý do vì sao mà chúng tôi lại buồn bã khi phải để HIMYM xóa đi hình ảnh của Tracy."
Joyce Eng của TV Guide đã cho rằng cô không muốn Ted có kết thúc êm ấm cùng Robin, nhưng "theo những chuyện tình cảm mà các nhà sáng lập phim đã đưa vào, thì họ luôn đưa [chuyện tình của Robin và Ted] theo xuyên suốt bộ phim, dù Robin có quen với ai thì cô cũng lại trở về với Ted. Và người Mẹ - hãy tha thứ cho chúng tôi, Tracy - được đoàn tụ với mối tình đầu thực sự của mình, Max." Andre Meola từ MStars tán dương tập phim này, khi nói rằng "Tôi không thể tin được là họ lại thực sự giết đi nhân vật người Mẹ. Nhưng tôi lại để cho thư thả một tí, và sau đó lại cảm thấy điều gì đó đẹp đẽ toát ra từ một giờ cuối cùng của How I Met Your Mother"